# Tenthredopsis friesei
Espèce
Synonymes
- Tenthredopsis arrogans Konow, 1890[1]
- Thomsonia friesei Konow, 1884[2]

Tenthredopsis friesei est une espèce d'insectes hyménoptères de la famille des Tenthredinidae.

## Systématique
L'espèce Tenthredopsis friesei a été décrite pour la première fois en 1884 par l'entomologiste allemand Friedrich Wilhelm Konow (d) (1842–1908) sous le protonyme Thomsonia friesei,.

## Description

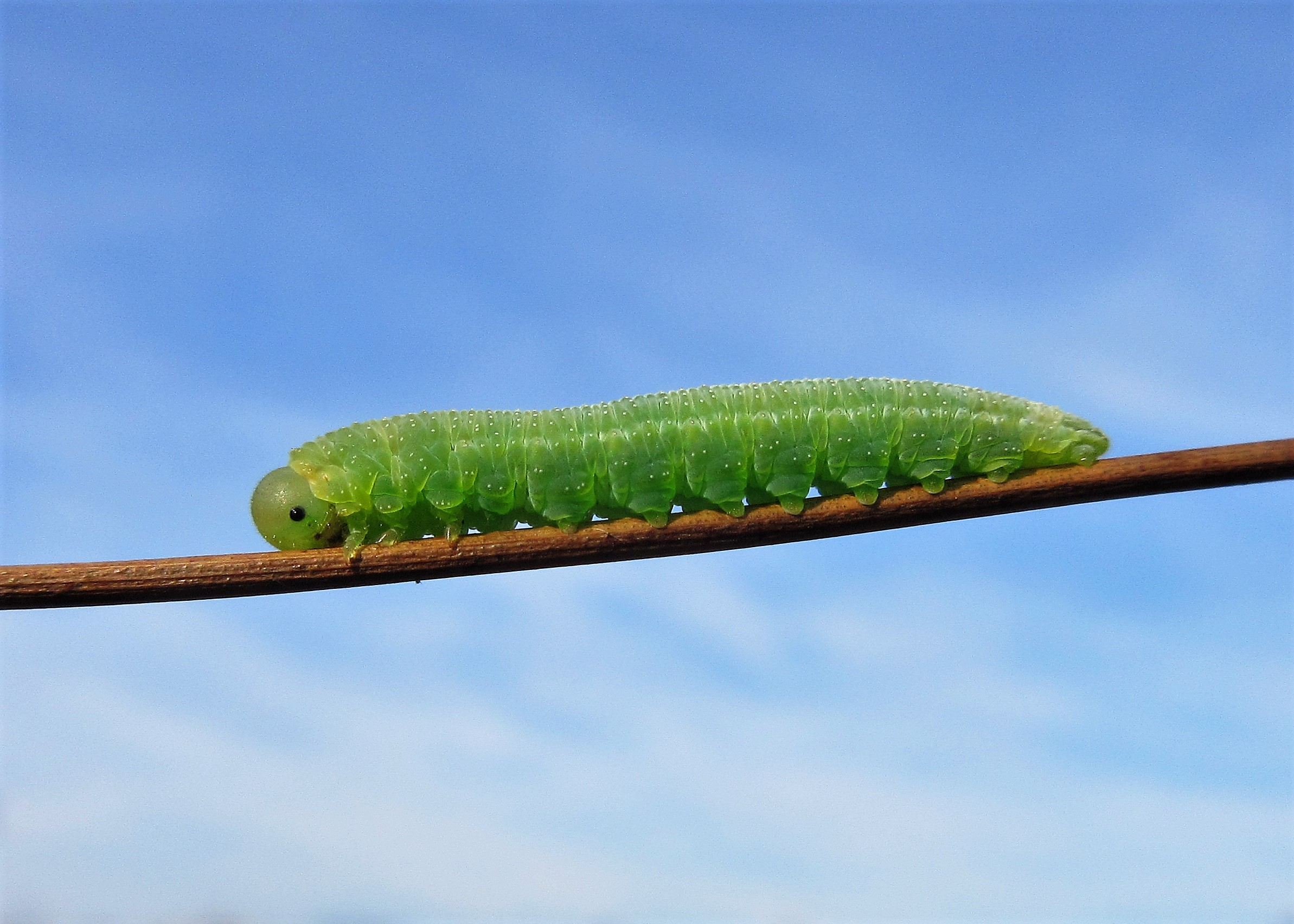
Larve.

L'holotype de Tenthredopsis friesei mesure 7 mm.

## Étymologie
Son épithète spécifique, friesei, lui a été donnée en l'honneur du biologiste et entomologiste allemand Heinrich Friese (d) (1860-1948) de Schwerin. 

## Publication originale
- (de) Fr. W. Konow, « Bemerkungen über Blattwespen », Deutsche Entomologische Zeitschrift, Pensoft Publishers (d), vol. 28, no 2,‎ novembre 1884, p. 305-354 (ISSN 1435-1951 et 1860-1324, OCLC 1909060532, lire en ligne).